# ۱۰ نوامبر
۱۰ نوامبر در تقویم گرگوری، سیصد و چهاردهمین (در سال‌های کبیسه سیصد و پانزدهمین) روز سال است. ۵۱ روز تا پایان سال باقی است.

## رویدادها
- ۱۷۷۵ - نیروی تفنگداران دریایی ایالات متحده آمریکا تأسیس شد.
- ۱۹۴۰ - زمین‌لرزه ورانتسئا در رومانی به بزرگی ۷٫۳ ریشتر به وقوع پیوست که به کشته شدن بیش از هزار نفر منجر شد.
- ۱۹۴۲ - در جریان جنگ جهانی دوم، شهر کازابلانکا به دست نیروهای متفقین افتاد.
- ۱۹۵۶ - پلیس صلح بین‌الملل تأسیس شد.
- ۱۹۷۱ - با حمله خمرهای سرخ به پنوم پن پایتخت کامبوج و فرودگاه این شهر ۴۴ نفر ، دستکم ۳۰ نفر زخمی و ۹ هواپیما منهدم شدند.
- ۱۹۷۵ - قطعنامه ۳۳۷۹ مجمع عمومی سازمان ملل متحد در محکومیت نژادپرستی صهیونیسم و آپارتاید با ۷۲ رای موافق در ۳۵ رای مخالف (شامل آمریکا ، بریتانیا ، فرانسه و آلمان غربی) و ۳۲ رای ممتنع تصویب شد.
- ۱۹۸۳ -  بیل گیتس مدیر عامل مایکروسافت برای اولین ویندوز ۱/۰ را معرفی عمومی کرد.
- ۱۹۸۹ - شهروندان آلمانی شروع به تخریب دیوار برلین کردند.
- ۱۹۹۵ - کن سارو-ویوا نویسنده ، شاعر و طرفدار محیط زیست نیجریه ای و هشت نفر دیگر توسط قوای دولتی به دار آویخته شدند.
- ۲۰۰۷ - ده تا چهل هزار نفر با راهپیمایی به سمت کاخ سلطنتی در کوآلالامپور پایتخت مالزی از پادشاه این کشور خواستند روند انتخابات‌ها را اصلاح کند.
- ۲۰۰۸ - پنج ماه پس از فرود کاوشگر فینیکس بر سطح سیاره مریخ ناسا اعلام با در اثر قطع ارتباط با فرودگر مأموریت این فضاپیما به پایان رسیده‌است.
- ۲۰۰۹ - در جریان تیرگی روابط بین دو کشور در صف آرایی بین کشتی‌های جنگی کره شمالی و جنوبی و درگیری بین آن‌ها حدود ۱۰ سرباز اهل کره شمالی کشته شدند.

## مناسبت‌ها
- روز جهانی علم در خدمت صلح و توسعه
- روز جهانی حسابداری

## زادروزها
- ۱۴۸۳ - مارتین لوتر، مؤسس فرقه پروتستان
- ۱۹۲۸ - انیو موریکونه، آهنگساز بزرگ ایتالیایی (د.۲۰۲۰)
- ۱۹۶۰ - نیل گیمن، نویسنده

## درگذشت‌ها
- ۱۹۳۸ - مصطفی کمال پاشا (معروف به آتاترک به معنای پدر ترک) نظامی و دولت‌مرد و بنیان‌گذار جمهوری ترکیه.
- ۱۹۴۳  - امین گیلانی، نویسنده و آموزگار سوری.
- ۲۰۰۷  - نورمن میلر، نویسنده صاحب سبک آمریکایی و برنده جایزه ادبی پولیتزر.